# Liste der Baudenkmäler in Seeshaupt

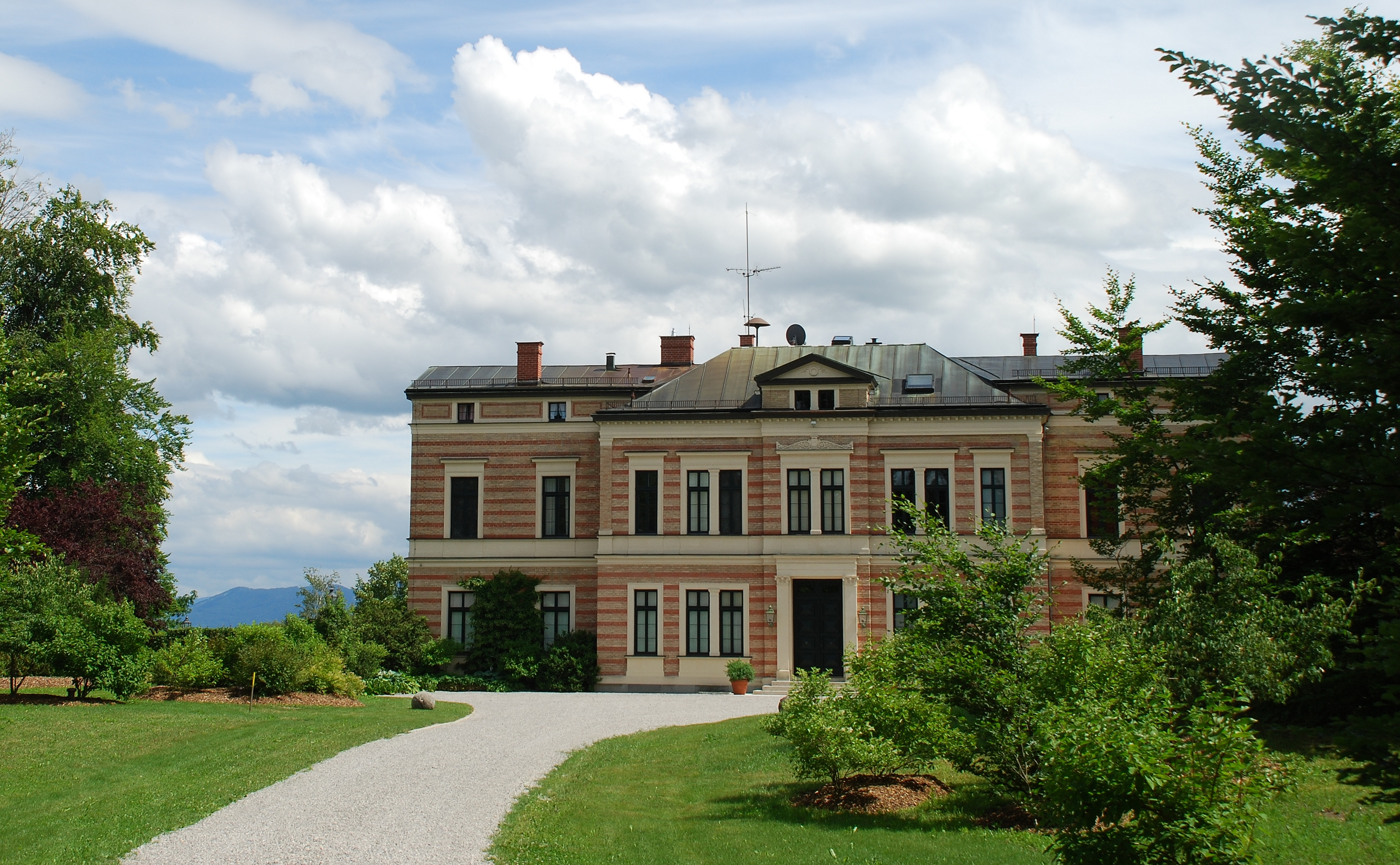
Landhaus von der Pfordten in Seeseiten

Auf dieser Seite sind die Baudenkmäler in der oberbayerischen Gemeinde Seeshaupt zusammengestellt. Diese Tabelle ist eine Teilliste der Liste der Baudenkmäler in Bayern. Grundlage ist die Bayerische Denkmalliste, die auf Basis des Bayerischen Denkmalschutzgesetzes vom 1. Oktober 1973 erstmals erstellt wurde und seither durch das Bayerische Landesamt für Denkmalpflege geführt wird. Die folgenden Angaben ersetzen nicht die rechtsverbindliche Auskunft der Denkmalschutzbehörde.

## Baudenkmäler nach Ortsteilen

### Seeshaupt
| Lage                                                | Objekt                                   | Beschreibung | Akten-Nr.     | Bild              |
| --------------------------------------------------- | ---------------------------------------- | --- | ------------- | ----------------- |
| Alter Postplatz 2 (Standort)                        | Saalbau des ehemaligen Gasthofs zur Post | Zweigeschossiger hoher Putzbau mit Mansardwalmdach und kleinem Aussichtsturm sowie seeseitigem Terrassenanbau, in neubarocken Formen, von Hans Noris, 1905. | D-1-90-152-25 | weitere Bilder    |
| Am Dampfersteg (Standort)                           | Seegerichtssäule                         | Ehemalige Landmarke oder Seegrenze, Tuffsteinsäule mit leeren Kielbogennischen, bez. 1522. | D-1-90-152-4  | weitere Bilder    |
| Bahnhofstraße 45 (Standort)                         | Forsthaus                                | Zweigeschossiger, verputzter Massivbau mit Kniestock und Satteldach; Wirtschaftsgebäude, eingeschossiger Satteldachbau; beide 1864. | D-1-90-152-36 | Forsthaus         |
| Dall'Armi-Str. / Penzberger Straße (Standort)       | Lourdeskapelle                           | Längsovaler Bau mit weit vorgezogenem Walmdach, Mitte 19. Jahrhundert; mit Ausstattung. | D-1-90-152-2  | Lourdeskapelle    |
| Hauptstraße 9 (Standort)                            | Pfarrkirche St. Michael                  | Ehemalige romanische Chorturmkirche mit Annakapelle, spätgotisches Langhaus mit eingezogenem Polygonalchor 1485 ff. südlich angefügt, Umbauten in der 2. Hälfte des 17. Jahrhunderts, Umwandlung des ehemaligen Langhauses in einen Vorchor und Erweiterung um größeres Langhaus nach Westen durch Josef Elsner, 1908 ff., Turm 1631 um Oktogon erhöht, Zwiebelhaube bez. 1909, südlich angefügte zweigeschossige Sakristei; mit Ausstattung; Friedhofsmauer, Teilabschnitt der verputzten Bruchsteinmauer mit eingelassenen Grabsteinen, 15. bis 18. Jahrhundert; Kriegerdenkmal zur Erinnerung an den Ersten Weltkrieg, monumental-archaische Stele mit historisierendem Relief, Kalkstein, nach 1918; Grabstätte Fam. Horst/Knote, Grabmal in Form eines Triptychons mit vollplastischem Bronzeengel und Bronzetafeln, vor 1901; Grabstätte Familie Pfeiffer/Hennet | D-1-90-152-1  | weitere Bilder    |
| Pettenkoferallee 24 (Standort)                      | Landhaus Stegmann                        | Zweigeschossiger Putzbau mit Satteldach und Lauben, Xaver Knittl, 1906/07; mit Gartenanlage, nach 1907. | D-1-90-152-26 | Landhaus Stegmann |
| St.-Heinricher-Straße 41, 42, 44, 45, 49 (Standort) | Villa für Max von Pettenkofer; Wohnhaus, | zweigeschossiger Flachsatteldachbau mit Kniestock, auf hohem Sockelgeschoss mit straßenseitiger Vorhalle, im Kern von 1874, umgebaut und aufgestockt, von Franz Karg, 1876/77, Umbau mit Erweiterung der Vorhalle und Anbau eines zweigeschossigen Erkers auf östlicher Giebelseite, von Stadler und Necker, 1903, teilweise erneuert; mit Ausstattung; Arbeits- und Gästehaus, erdgeschossiger Flachsatteldachbau auf hohem Sockelgeschoss, mit Kniestock, Sprengwerk und Fassadenbild, 1893, Umbau mit neuem Vorzeichen und Erweiterung an Giebelseiten, von Andreas Fischhaber, 1930; mit Ausstattung; Verwalterhaus, erdgeschossiger Flachsatteldachbau mit Kniestock, Giebellaube, Putzgliederung und Medaillons, 1876; Gartenanlage, terrassiert, 1876, umgestaltet 1903 und 1930.                                                                               | D-1-90-152-39 | weitere Bilder    |
| Tutzinger Straße 10 (Standort)                      | Landhaus                                 | Zweigeschossiger verputzter Massivbau mit weit überstehendem Satteldach und holzverschalten Giebelfeldern, Bodeneckerker, Vorzeichen und Balkonen, von Xaver Knittl, 1903/04 | D-1-90-152-40 | BW                |
| Weilheimer Straße 4 (Standort)                      | Pfarrhaus                                | Ehemaliger Pfarrhof, jetzt Pfarrzentrum, zweigeschossiges ehem. Wohnstallhaus mit flachem Walmdach, 1808, Umbau des westlichen Wirtschaftsteils und neubarocke Fassadengestaltung 1965. | D-1-90-152-3  | weitere Bilder    |
| Weilheimer Straße 10 (Standort)                     | Landhaus Kohler                          | Zweigeschossiges ehemaliges Doppelhaus mit flachem Satteldach, Quergiebel und barockisierender Putzgliederung, 1896. | D-1-90-152-27 | Landhaus Kohler   |

### Hohenberg
| Lage                   | Objekt                      | Beschreibung | Akten-Nr.     | Bild                        |
| ---------------------- | --------------------------- | --- | ------------- | --------------------------- |
| Hohenberg 1 (Standort) | Schloss                     | Villenartiger, asymmetrisch gruppierter Bau mit Eckveranda, Quergiebel und abgestuften Schopfwalmdächern, in historisierenden Formen, 1890 erbaut nach Plänen des Baugeschäfts Ziebland und Kollmus, München. – Zugehörig ehemaliges Stall- und Remisengebäude, erdgeschossig mit Satteldach, Kern 1890, erweitert 1907; sog. Eiskeller, erdgeschossiger Satteldachbau, um 1903; sog. Maschinenhaus, quadratischer Putzbau mit hohem Zeltdach, um 1890. | D-1-90-152-28 | weitere Bilder              |
| (Standort)             | Kapelle St. Maria Magdalena | Katholische Kapelle, spätmittelalterlicher verputzter Rechteckbau mit Dachreiter und angefügter apsidenartiger Sakristei, 1356, mit Veränderungen des 17. Jahrhunderts; mit Ausstattung. | D-1-90-152-5  | Kapelle St. Maria Magdalena |

### Jenhausen
| Lage                    | Objekt                         | Beschreibung | Akten-Nr.     | Bild           |
| ----------------------- | ------------------------------ | --- | ------------- | -------------- |
| Jenhausen 4 (Standort)  | Bauernhaus                     | Wohnteil eines Wohnstallhauses, zweigeschossiger Putzbau mit Fassadengliederung und Flachsatteldach, im Kern 18. Jahrhundert, Veränderungen 1. Hälfte 19. Jahrhundert    | D-1-90-152-9  | Bauernhaus     |
| Jenhausen 5 (Standort)  | Kleinbauernhaus                | Ehemaliges Kleinbauernhaus, zweigeschossiger massiver Einfirsthof mit Flachsatteldach und verbretterter Tenne, im Kern 18. Jahrhundert                                   | D-1-90-152-10 | BW             |
| Jenhausen 11 (Standort) | Filialkirche Mariä Himmelfahrt | Verputzter Saalbau mit stark eingezogenem Polygonalchor, angefügter Sakristei und Dachreiter mit Zwiebelhaube, Langhaus um 1732, Chor wohl spätgotisch; mit Ausstattung. | D-1-90-152-8  | weitere Bilder |

### Magnetsried
| Lage                       | Objekt                                 | Beschreibung | Akten-Nr.     | Bild           |
| -------------------------- | -------------------------------------- | --- | ------------- | -------------- |
| Magnetsried 23 (Standort)  | Pfarrhaus                              | Ehemaliges Pfarrhaus, zweigeschossiger verputzter Quaderbau mit weit überstehendem Zeltdach und kleinem Vorbau, mit Jugendstilelementen, von Xaver Knittl, 1908/09. | D-1-90-152-15 | weitere Bilder |
| Magnetsried 29a (Standort) | Traufbundwerk                          | Traufbundwerk nach Westen, Ende 18. Jahrhundert. | D-1-90-152-16 | weitere Bilder |
| Magnetsried 38 (Standort)  | Bauernhaus                             | Einfirsthof, ehem. zweigeschossiges Bauernhaus mit applizierter Erdgeschossquaderung und Flachsatteldach mit sog. Preis, im Kern noch 17. Jahrhundert, sonst 1. Hälfte 19. Jahrhundert; ehemaliger Getreidekasten, obergeschossig auf massivem Erdgeschosssockel, 3. Viertel 16. Jahrhundert                                                              | D-1-90-152-14 | Bauernhaus     |
| Magnetsried 40 (Standort)  | Katholische Pfarrkirche St. Margaretha | Katholische Pfarrkirche, erhöhter barocker Saalbau mit Lisenengliederung, leicht ausgewiesenem Chor und Westturm mit Zwiebelhaube, angefügte zweigeschossige Sakristei, von Johann Georg Ettenhofer, 1719/34; mit Ausstattung; Friedhofsmauer, südlicher und westlicher Teilabschnitt, verputzte Bruchsteinmauer mit Tuffdeckplatten, 18./19. Jahrhundert | D-1-90-152-13 | weitere Bilder |

### Weitere Ortsteile
| Lage                           | Objekt                          | Beschreibung | Akten-Nr.              | Bild                            |
| ------------------------------ | ------------------------------- | --- | ---------------------- | ------------------------------- |
| Holzmühle 1 und 1 a (Standort) | Einfirsthof und ehemalige Mühle | Zweigeschossiger Putzbau mit befenstertem Kniestock, Satteldach und neun Fensterachsen auf der Traufseite, Putzgliederung, wohl 18. Jahrhundert, um 1881 verändert; ehem. Schmiede mit Eiskeller, erdgeschossiger massiver Putzbau mit Satteldach, 2. Hälfte 19. Jahrhundert             | D-1-90-152-7           | Einfirsthof und ehemalige Mühle |
| Holzmühle 1 (Standort)         | Hofkapelle St. Maria            | Kleiner verputzter Massivbau mit Blendarkaden und angedeutetem rundem Chorschluss, wohl um 1690; mit Ausstattung. | D-1-90-152-7 zugehörig | Hofkapelle St. Maria            |
| Kronleiten 1 (Standort)        | Hofkapelle                      | Spätklassizistischer massiver Rechteckbau mit Dachreiter, um 1850/60; mit Ausstattung. | D-1-90-152-12          | weitere Bilder                  |
| Nußberg (Standort)             | Hofkapelle St. Sebastian        | Kleiner verputzter Massivbau mit leicht eingezogener Apsis und Dachreiter, bez. 1843; mit Ausstattung. | D-1-90-152-17          | weitere Bilder                  |
| Oppenried 3 (Standort)         | Ehemaliger Getreidekasten       | Obergeschossig, Anfang 17. Jahrhundert, mit älterem Unterbau und neuerem Dachüberbau des 18./19. Jahrhunderts | D-1-90-152-18          | weitere Bilder                  |
| Pollingsried (Standort)        | Kapelle St. Georg               | Ehemalige Dorfkirche des abgegangenen Weilers Pollingsried; verputzter Saalbau mit eingezogenem Rechteckchor und Dachreiter, 1655/60; mit Ausstattung. | D-1-90-152-19          | weitere Bilder                  |
| Pollingsried (Standort)        | Tiefbrunnen                     | Tiefbrunnen in der Umgebung des abgegangenen Weilers Pollingsried, vier mit Bruchsteinmauern eingefasste Brunnenschächte, wohl 17. Jahrhundert: Nr. 1 und 2 nordostwärts neben der Kapelle, Nr. 3 150 m südwestlich davon, Nr. 4 ca. 600 m südostwärts (nördlich vom Rohrmooser Weiher). | D-1-90-152-20          | weitere Bilder                  |
| Schmitten 2 (Standort)         | Ehemaliger Getreidekasten       | Zweigeschossig, bez. 1624, Überbau mit Flachsatteldach, 18./19. Jahrhundert | D-1-90-152-21          | weitere Bilder                  |
| Seeseiten 4 (Standort)         | Kapelle St. Jakobus d. Ä.       | Verputzter barocker Saalbau mit eingezogener Apsis und Dachreiter, von Michael Bauhofer, 1746; mit Ausstattung | D-1-90-152-22          | weitere Bilder                  |
| Seeseiten 11 (Standort)        | Landhaus von der Pfordten       | Landhaus ehem. von der Pfordten, schlossartiger kubischer Bau mit angedeuteten Seitenflügeln und Ecktürmchen in streng symmetrischen und spätklassizistischen Formen, zweifarbiges Sichtziegelmauerwerk mit flachen Walm- und Satteldächern, von Georg Dollmann, 1866/67.                | D-1-90-152-23          | weitere Bilder                  |
| Wolfetsried 5 (Standort)       | Hofkapelle                      | Schlichter Putzbau mit Satteldach und Dachreiter, 2. Hälfte 19. Jahrhundert; mit Ausstattung. | D-1-90-152-24          | weitere Bilder                  |